# Saint-Christophe-de-Valains
Pour les articles homonymes, voir Saint-Christophe.
Saint-Christophe-de-Valains est une commune française située dans le département d'Ille-et-Vilaine en région Bretagne, peuplée de 230 habitants.

## Géographie

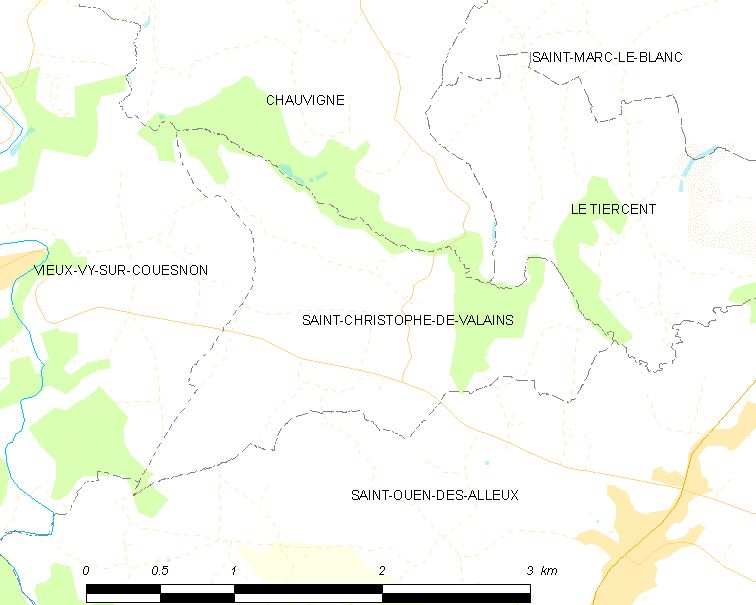
Carte de la commune.

Saint-Christophe-de-Valains est située à 37 km au nord-est de Rennes et à 35 km au sud du mont Saint-Michel.
Traditionnellement, la commune est située dans le pays rennais. Elle se trouve dans le bocage des Marches de Bretagne nord, à la limite ouest du Coglais.
La commune se trouve intégralement dans le bassin versant du Couesnon. Le ruisseau de Villée et celui de la Boulais traversent le territoire avant de se jeter dans la Minette. Celle-ci constitue la limite nord de la commune et est un affluent du Couesnon.
Les principaux hameaux sont : la Bélinaye, la Croix Brisée, la Goizière, la Basse Haye, la Haute Haye, la Haute Ronde, la Hayée, la Mézière, la Résidence des Chênes, la Ronde, la Servais, la Sourde, Launay, le Clotay, le Croisé, le Rocher Chauvin, les Basses Cours et les Landelles.
Les communes limitrophes sont Chauvigné, Le Tiercent, Saint-Ouen-des-Alleux et Vieux-Vy-sur-Couesnon.
| Chauvigné             |                             | Le Tiercent |
| Vieux-Vy-sur-Couesnon | Saint-Christophe-de-Valains |             |
|                       | Saint-Ouen-des-Alleux       |             |

### Hydrographie
Pour un article plus général, voir Réseau hydrographique d'Ille-et-Vilaine.
La commune est située dans le bassin Loire-Bretagne. Elle est drainée par la Minette, le ruisseau de la Boulais et le ruisseau de Villée,,.
La Minette, d'une longueur de 25 km, prend sa source dans la commune de Romagné et se jette  dans le Couesnon à Vieux-Vy-sur-Couesnon, après avoir traversé onze communes. 

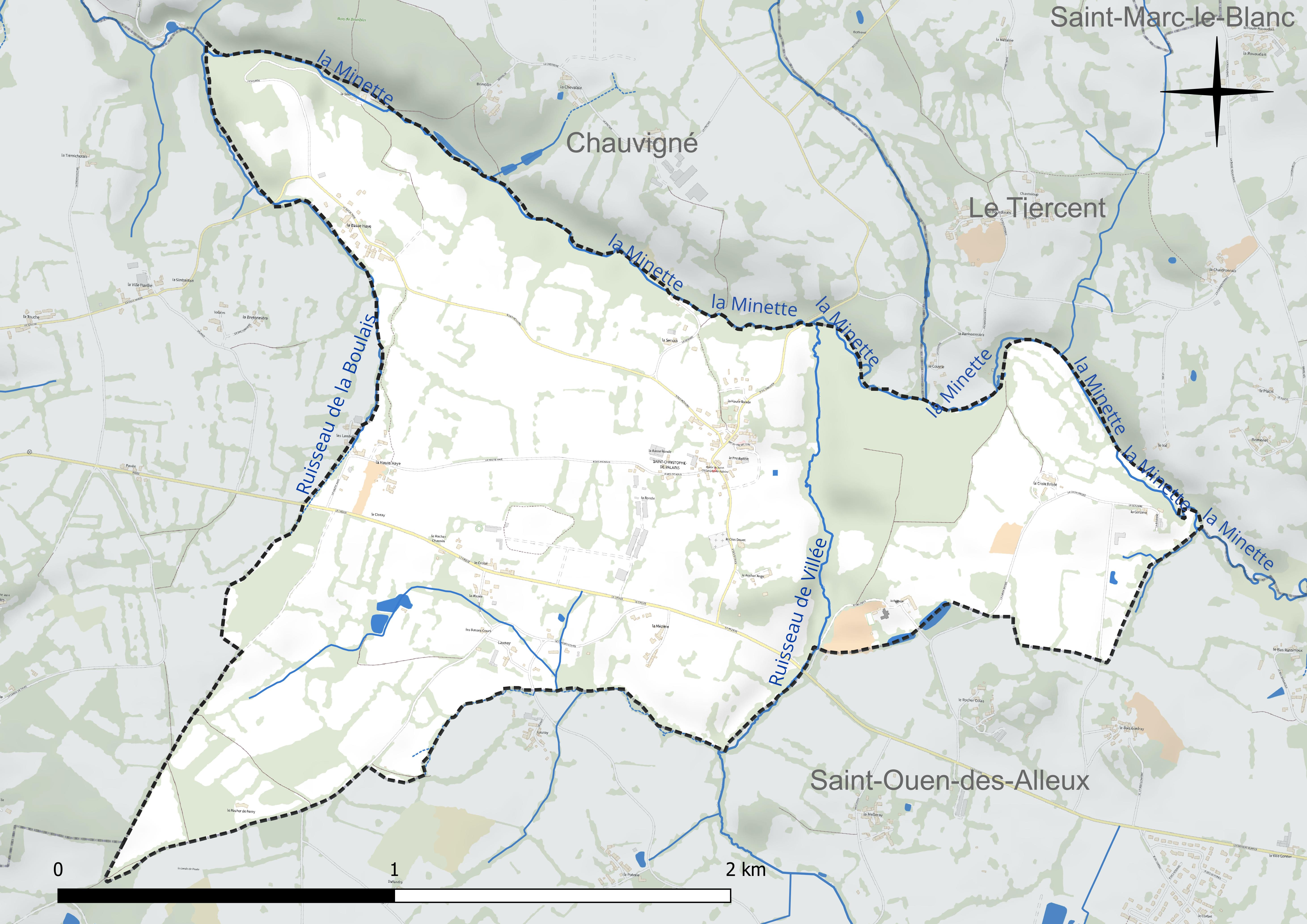
Réseau hydrographique de Saint-Christophe-de-Valains.

### Climat
Pour des articles plus généraux, voir Climat de la Bretagne et Climat d'Ille-et-Vilaine.
En 2010, le climat de la commune est de type climat océanique franc, selon une étude du CNRS s'appuyant sur une série de données couvrant la période 1971-2000. En 2020, Météo-France publie une typologie des climats de la France métropolitaine dans laquelle la commune est exposée à un climat océanique et est dans la région climatique  Bretagne orientale et méridionale, Pays nantais, Vendée, caractérisée par une faible pluviométrie en été et une bonne insolation. Parallèlement l'observatoire de l'environnement en Bretagne publie en 2020 un zonage climatique de la région Bretagne, s'appuyant sur des données de Météo-France de 2009. La commune est, selon ce zonage, dans la zone « Intérieur Est  », avec des hivers frais, des étés chauds et des pluies modérées.  
Pour la période 1971-2000, la température annuelle moyenne est de 11,3 °C, avec une amplitude thermique annuelle de 12,7 °C. Le cumul annuel moyen de précipitations est de 816 mm, avec 13,3 jours de précipitations en janvier et 7,6 jours en juillet. Pour la période 1991-2020, la température moyenne annuelle observée sur la station météorologique la plus proche, située sur la commune de Feins à 14 km à vol d'oiseau, est de 11,9 °C et le cumul annuel moyen de précipitations est de 816,2 mm,. Pour l'avenir, les paramètres climatiques de la commune estimés pour 2050 selon différents scénarios d'émission de gaz à effet de serre sont consultables sur un site dédié publié par Météo-France en novembre 2022.

## Urbanisme

### Typologie
Au 1er janvier 2024, Saint-Christophe-de-Valains est catégorisée commune rurale à habitat dispersé, selon la nouvelle grille communale de densité à sept niveaux définie par l'Insee en 2022.
Elle est située hors unité urbaine. Par ailleurs la commune fait partie de l'aire d'attraction de Rennes, dont elle est une commune de la couronne,. Cette aire, qui regroupe 183 communes, est catégorisée dans les aires de 700 000 habitants ou plus (hors Paris),.

### Occupation des sols
L'occupation des sols de la commune, telle qu'elle ressort de la base de données européenne d'occupation biophysique des sols Corine Land Cover (CLC), est marquée par l'importance des territoires agricoles (82,6 % en 2018), une proportion identique à celle de 1990 (82,6 %). La répartition détaillée en 2018 est la suivante : 
zones agricoles hétérogènes (56,5 %), prairies (26,1 %), forêts (17,4 %). L'évolution de l'occupation des sols de la commune et de ses infrastructures peut être observée sur les différentes représentations cartographiques du territoire : la carte de Cassini (XVIIIe siècle), la carte d'état-major (1820-1866) et les cartes ou photos aériennes de l'IGN pour la période actuelle (1950 à aujourd'hui).

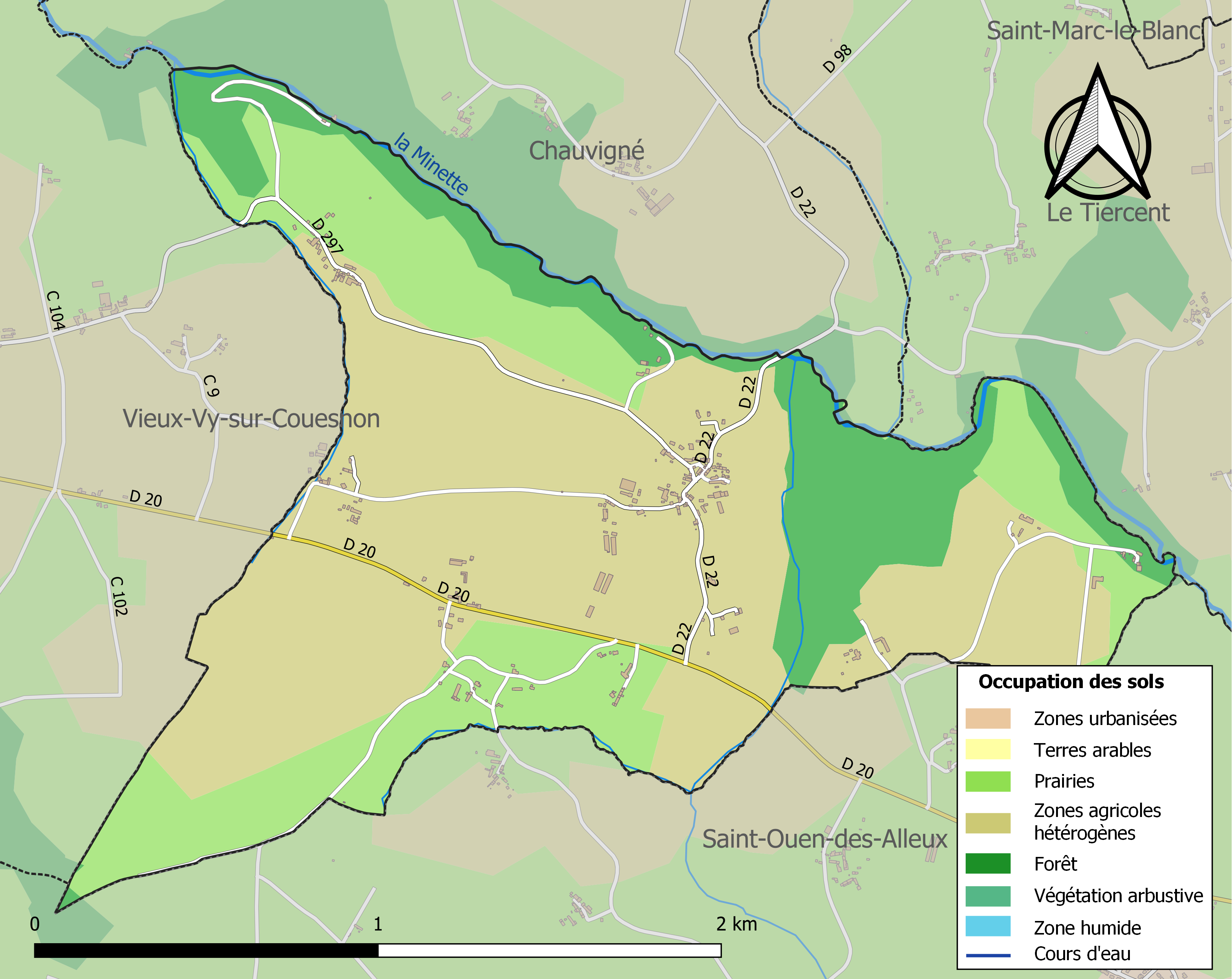
Carte des infrastructures et de l'occupation des sols de la commune en 2018 (CLC).

## Toponymie
On trouve l'ancienne forme Saint Christofle de Valains en 1399, Ecclesia Sancti Christofori de Valeniis en 1516.
La paroisse était dédiée à saint Christophe de Lycie, patron des voyageurs et des automobilistes.

Valains est un fief de Vieux-Vy-sur-Couesnon auquel est rattaché le bourg.
Son nom est Sant-Kristol-Gwalen en breton.

## Histoire
Bien que très ancienne, l'origine de la paroisse est inconnue. Le prieuré-cure de Saint-Christophe-de-Valains dépendait de l'abbaye de Rillé située à Fougères.
Le 18 juin 1796, Saint-Christophe-de-Valains fut le théâtre d'un combat entre les Chouans et les Républicains, au village de la Basse-Haye.
L'école communale mixte est fondée en 1856. Il y avait trois religieuses. Elles s'occupaient de l'école et des soins aux malades.
Une crue historique a lieu en Ille-et-Vilaine en 1936. Sous le parapet du pont situé sur la D 22, une plaque indique le niveau atteint par la Minette le 4 janvier 1936.
31 juillet 1944 : parachutage d'armes avec la participation des résistants de Vieux-Vy-sur-Couesnon et du groupe Bérel, recteur à Saint-Christophe-de Valains.
1963 : construction des nouveaux bâtiments de l'école privée Saint-Joseph avec la participation des parents et de l'abbé Joseph Poirier de Saint-Ouen-des-Alleux et Saint-Christophe-de-Valains.
Fin des années 1960 : arrivée de l'eau courante.
Deux écoles existaient au XXe siècle. L'école publique a fonctionné jusqu'au début des années 1970.
2005-2006 : création du réseau d'assainissement des eaux usées.
Juillet 2011 : fermeture de l'école privée Saint-Joseph.

## Politique et administration

La mairie.

| Période                                  | Période                      | Identité              | Étiquette | Qualité                     |
| ---------------------------------------- | ---------------------------- | --------------------- | --------- | --------------------------- |
|                                          | 1804                         | François Lebon        |           |                             |
| 1804                                     | 1805                         | Gilles Jousset        |           |                             |
| 1805                                     | 1817                         | Pierre Fauvelais      |           |                             |
| 1817                                     | 1830                         | Jean Poulard          |           |                             |
| 1830                                     | 1833                         | Louis Lerbré          |           |                             |
| 1833                                     | ca 1852                      | Julien Galle          |           |                             |
| ca 1852                                  | ca 1881                      | Joseph de La Bélinaye |           |                             |
| 1881                                     | 1891                         | Jean Gilbert          |           |                             |
| 1891                                     | en cours le 1er janvier 1908 | Thomas Labé           |           |                             |
|                                          | en cours en 1920             | Constant Morin        |           |                             |
|                                          | en cours en 1944             | Pierre Gilbert        |           |                             |
|                                          | mars 1959                    | Eugène Fouasse        |           |                             |
| mars 1959                                | mars 2001                    | Joseph Coutard        |           | Retraité                    |
| mars 2001                                | 3 juillet 2020               | Yves Gérard,          | SE        | Vendeur automobile retraité |
| 3 juillet 2020                           | En cours                     | Michelle Garavaglia   |           |                             |
| Les données manquantes sont à compléter. |                              |                       |           |                             |

## Démographie
L'évolution du nombre d'habitants est connue à travers les recensements de la population effectués dans la commune depuis 1793. Pour les communes de moins de 10 000 habitants, une enquête de recensement portant sur toute la population est réalisée tous les cinq ans, les populations de référence des années intermédiaires étant quant à elles estimées par interpolation ou extrapolation. Pour la commune, le premier recensement exhaustif entrant dans le cadre du nouveau dispositif a été réalisé en 2004.
En 2022, la commune comptait 230 habitants, en évolution de +4,55 % par rapport à 2016 (Ille-et-Vilaine : +5,46 %, France hors Mayotte : +2,11 %).
En 2009, Saint-Christophe-de-Valains comptait 211 habitants, ce qui en fait l'une des communes les moins peuplées d'Ille-et-Vilaine. Le maximum de population a été atteint en 1866 avec 341 habitants.
| 1793 | 1800 | 1806 | 1821 | 1831 | 1836 | 1841 | 1846 | 1851 |
| ---- | ---- | ---- | ---- | ---- | ---- | ---- | ---- | ---- |
| 235  | 295  | 260  | 257  | 286  | 308  | 290  | 296  | 323  |

| 1856 | 1861 | 1866 | 1872 | 1876 | 1881 | 1886 | 1891 | 1896 |
| ---- | ---- | ---- | ---- | ---- | ---- | ---- | ---- | ---- |
| 310  | 300  | 341  | 324  | 324  | 321  | 300  | 324  | 291  |

| 1901 | 1906 | 1911 | 1921 | 1926 | 1931 | 1936 | 1946 | 1954 |
| ---- | ---- | ---- | ---- | ---- | ---- | ---- | ---- | ---- |
| 274  | 291  | 223  | 193  | 241  | 222  | 232  | 194  | 185  |

| 1962 | 1968 | 1975 | 1982 | 1990 | 1999 | 2004 | 2006 | 2009 |
| ---- | ---- | ---- | ---- | ---- | ---- | ---- | ---- | ---- |
| 164  | 151  | 129  | 107  | 106  | 138  | 133  | 135  | 211  |

| 2014 | 2019 | 2022 | - | - | - | - | - | - |
| ---- | ---- | ---- | - | - | - | - | - | - |
| 219  | 235  | 230  | - | - | - | - | - | - |

## Lieux et monuments

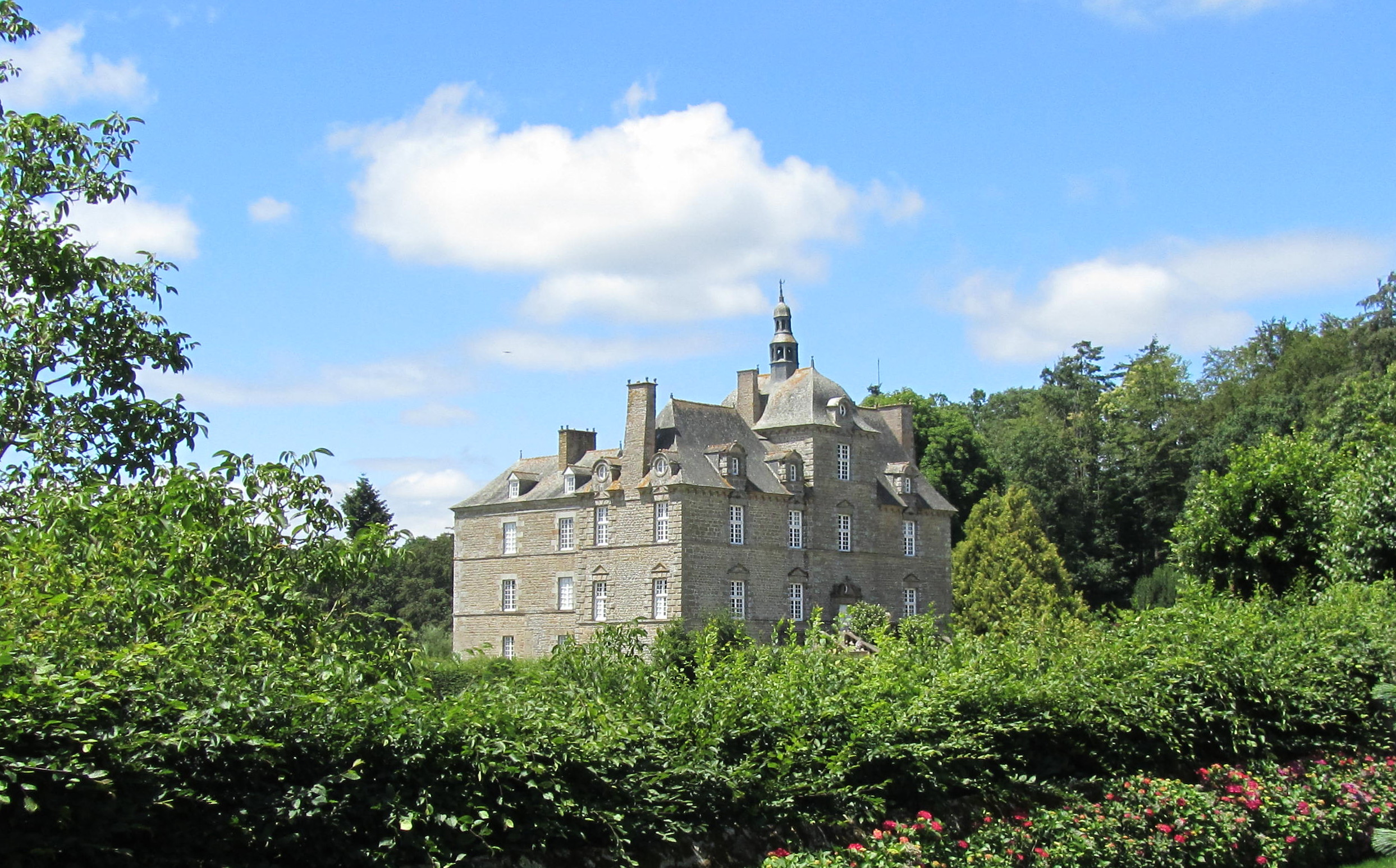
Le château de la Bélinaye.

La commune compte un seul monument historique protégé : le château de la Bélinaye, du XVIIe siècle, dont les façades et toitures sont inscrites au titre des monuments historiques par arrêté du 25 septembre 1968,.
On trouve également de nombreux monuments :
- Église paroissiale Saint-Christophe du XVe siècle[33] ;
- le presbytère[34] ;
- Le monument aux morts, une croix en granite, est situé dans le cimetière. Cinq noms y sont inscrits :
1914-1918 : F. Renault, T. Jourdan, E. Delourme, J. Guillemois,
1939-1945 : Capitaine R. Dorange.
- plusieurs croix[35] ;
- un moulin situé au lieu-dit la Sourde[36] ;
- plusieurs maisons[37] dont :
  - deux situées dans le bourg et remontant respectivement à 1572[38] et à 1628[39] ;
  - une située au lieu-dit Launay[40] ;
  - une à la Hayée[41] ;
  - une à la Haute Haye[42] ;
  - une à la Basse Haye[43] ;
  - une ferme de 1666[44] ;

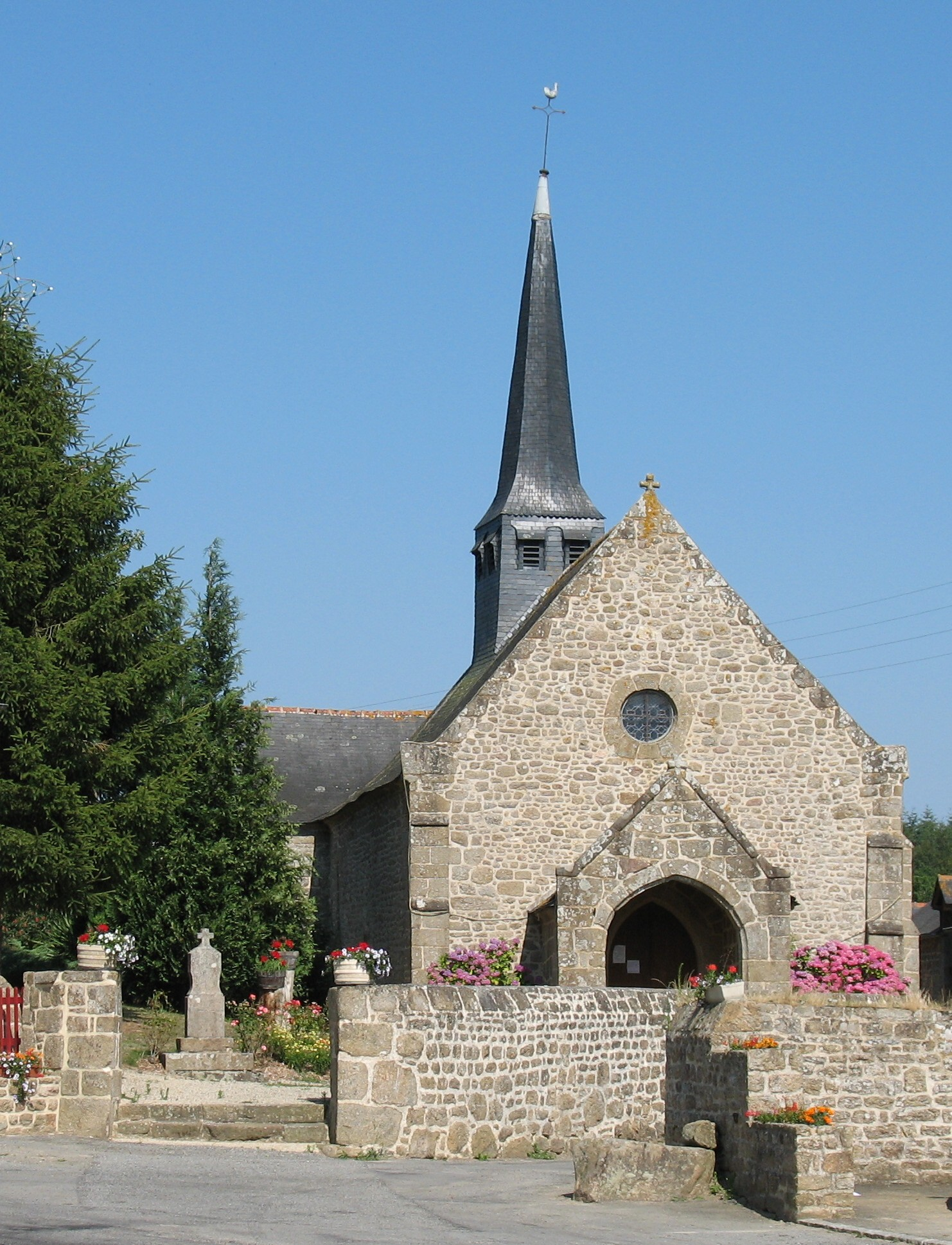
L'église Saint-Christophe.
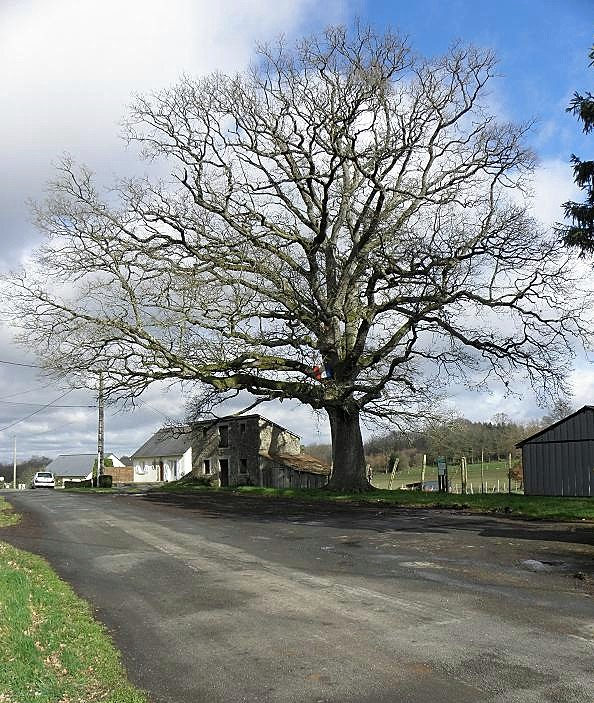
Le chêne de la Liberté.
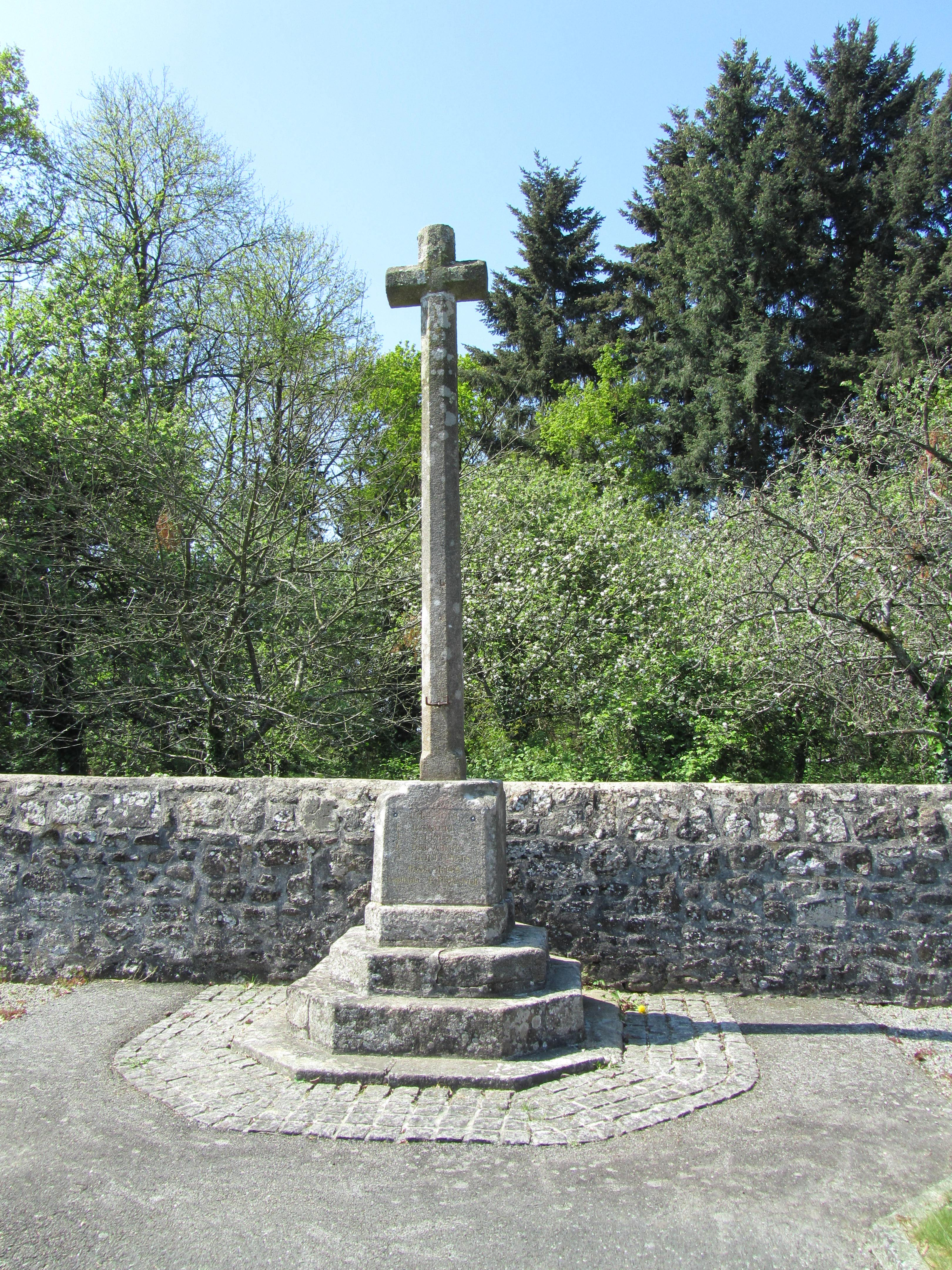
Le monument aux morts.
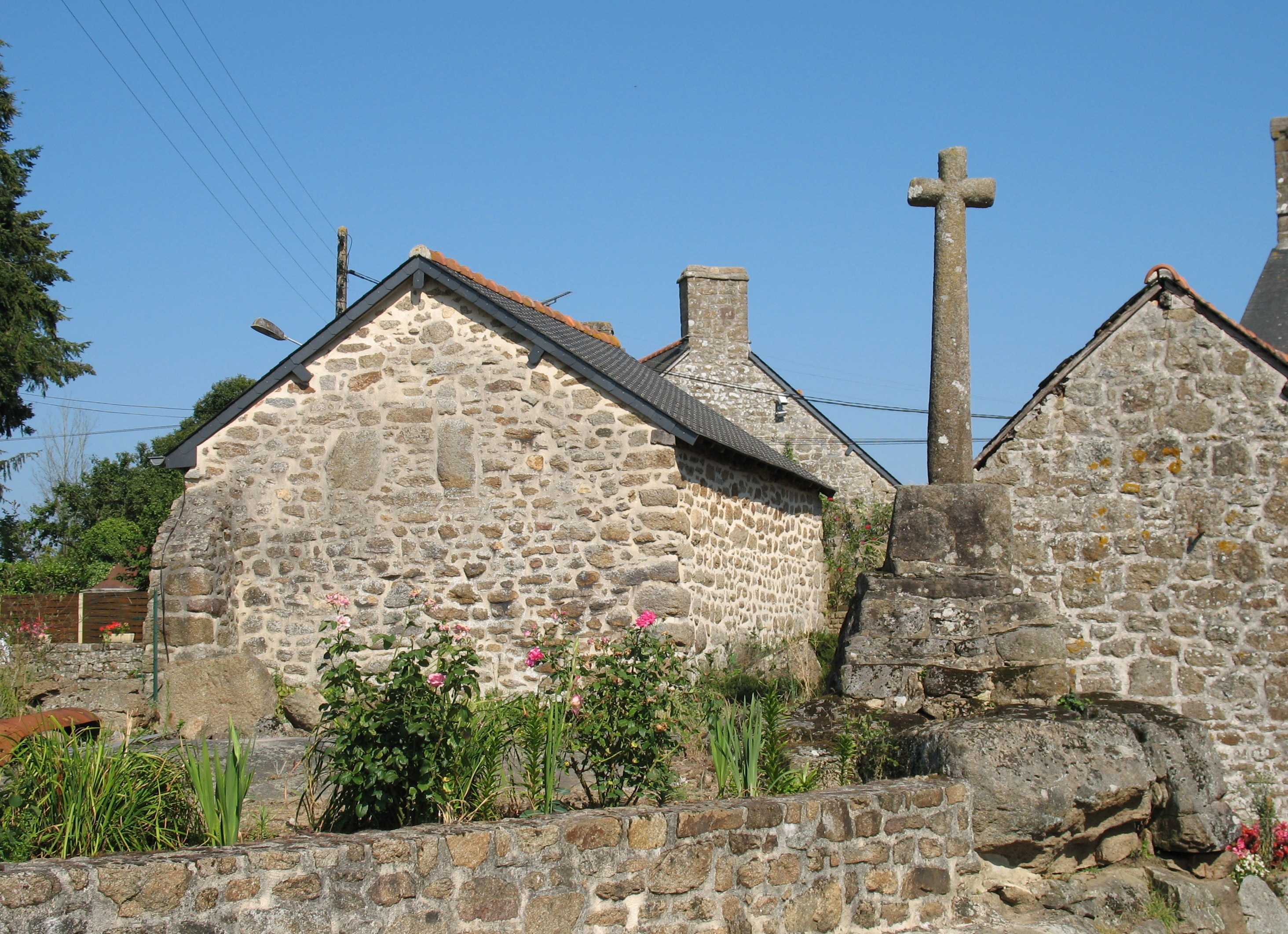
La croix du bourg.
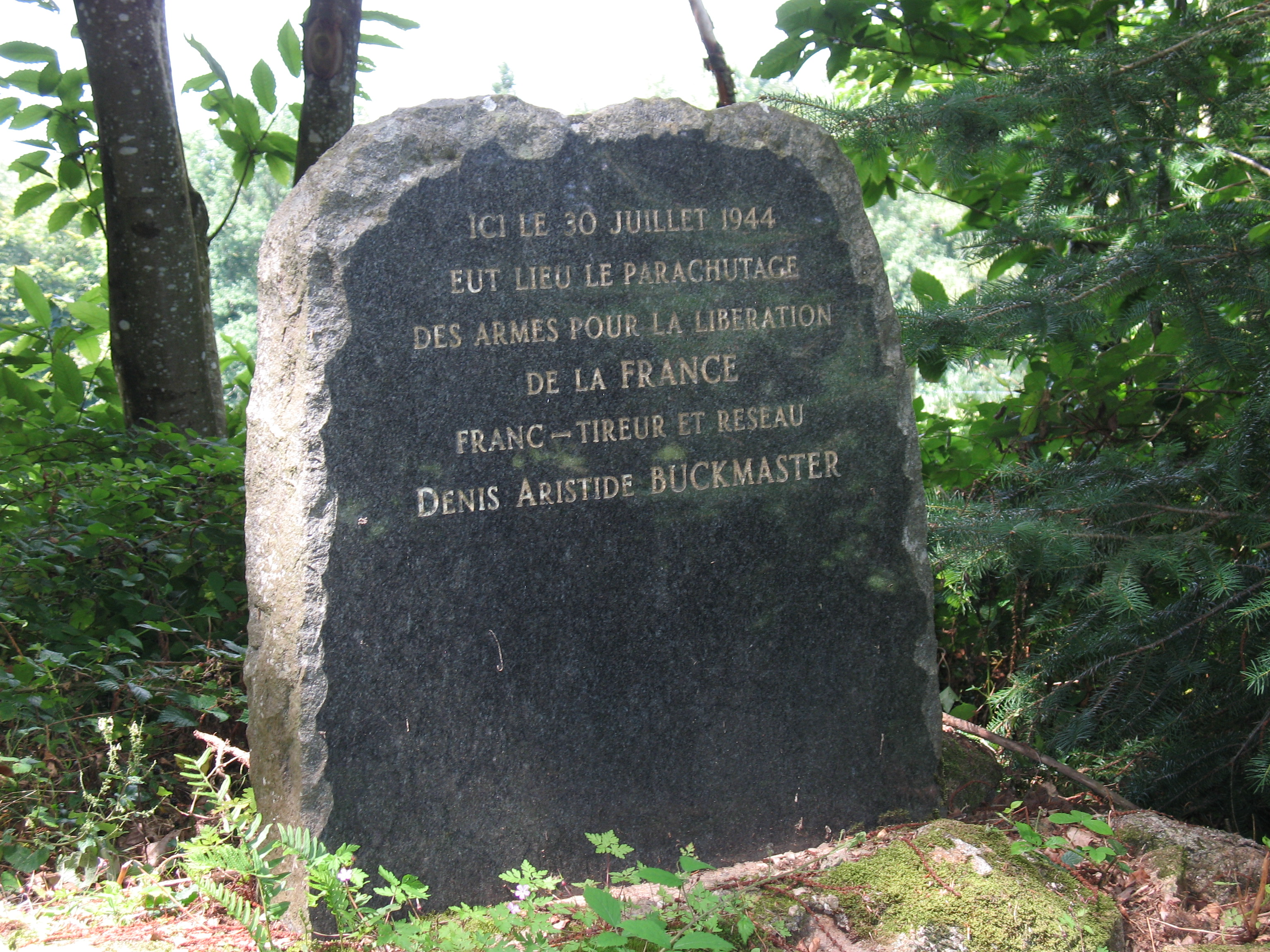
La stèle commémorative située proche du château de la Bélinaye.
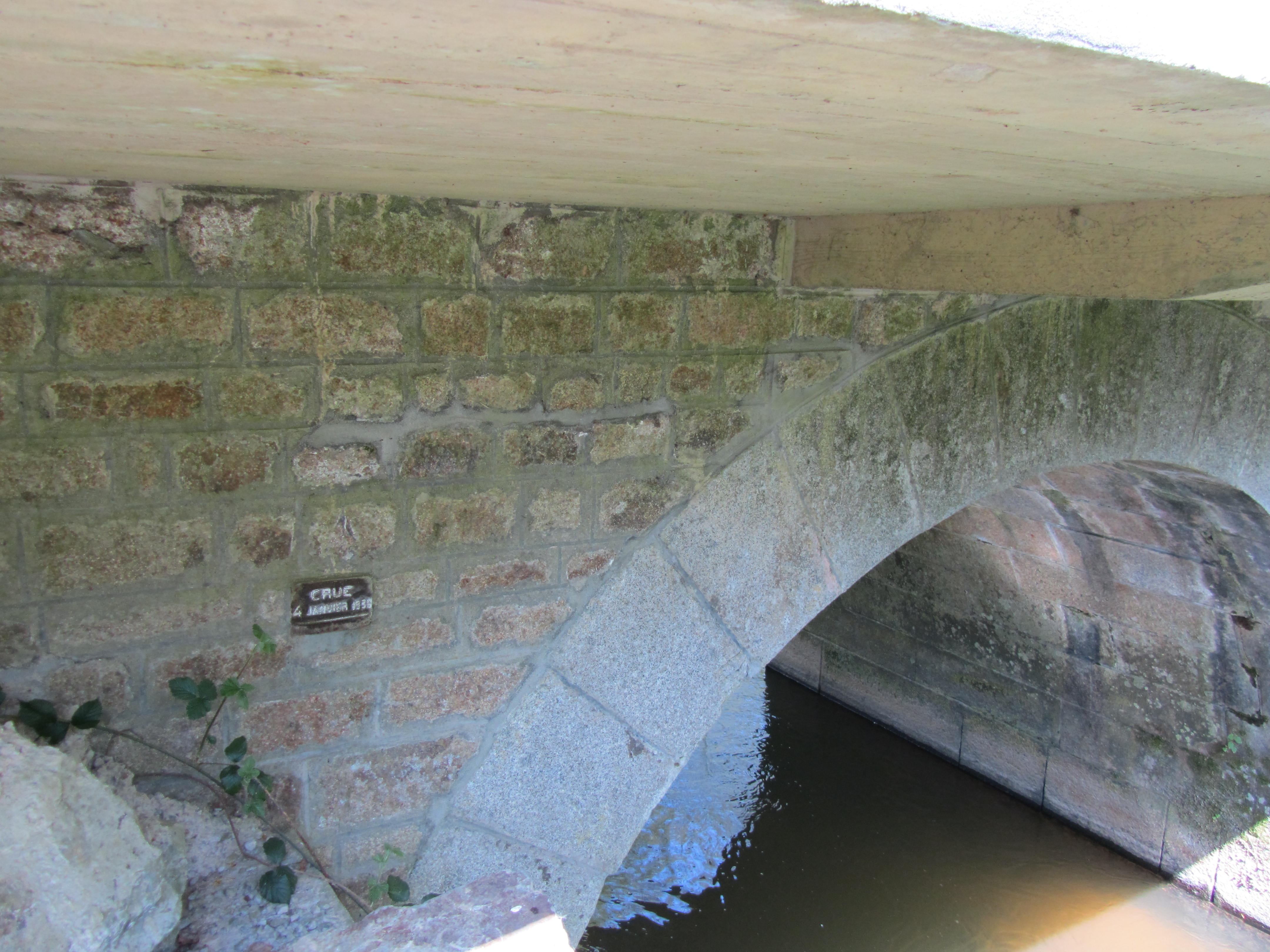
Le témoin de la crue du 4 janvier 1936

De même, on ne trouve pas de zone naturelle protégée mais la commune possède tout de même un patrimoine naturel :
- Le Chêne de la Liberté à La Basse Haye ;  date de 1848.
- Vallée de la Minette ;
- le sentier de grande randonnée 39 allant du Mont-Saint-Michel à Guérande passe par la commune ;

## Traditions, activité et manifestations

### Traditions
Comme dans les communes voisines, le gallo, appelé patois dans la région, était couramment parlé jusque dans les années 1970. Depuis, il est remplacé par le français, surtout auprès des jeunes générations.
La galette de blé noir fait partie de la nourriture traditionnelle. Dans les années 1960, une marchande de galettes livrait sa production à domicile.
La galette-saucisse est souvent consommée à l'occasion des fêtes de village. On en trouve également sur les marchés.
Le banquet des classes qui rassemble les conscrits de l'année et les personnes originaires de la commune dont l'âge se termine par 0. Il se déroule en même temps que celui de Saint-Ouen-des-Alleux.
Le jeu de palets, joué sur une planche en bois, est pratiqué entre amis ou lors de concours.

### Manifestations
- Bal tous les 14-Juillet sous le chêne de la Liberté.

### Labels
La commune de Saint-Christophe-de-Valains a obtenu le label des Communes du patrimoine rural de Bretagne en décembre 2005.